# 古原狐猴
古原狐猴（Palaeopropithecus）是馬達加斯加已滅絕的狐猴，碳十四測年顯示古原狐猴可能生存至1500年。

## 形態
古原狐猴的上顎及下顎齒式分別是2:1:2:3及2:0:2:3。牠的下門齒很細小及垂直，並呈竹片狀。牠的臼齒很窄及有良好發展的剪冠。相對於大狐猴科，牠的頭顱骨略為粗壯，鼻端較長。牠有下顎骨聯合，並鼓膜環側伸出管道。牠的前肢較後肢長。拇指很短，而指骨很長及彎曲，其肢間指數為138。
頭高1.5公尺，重80公斤。

## 食性
根據古原狐猴的牙齒形態，可見牠們是吃樹葉的。

## 運動
根據古原狐猴的顱後骨骼，牠們是陸地上四足行走的。

## 外部連結
- http://www.animalbase.uni-goettingen.de/zooweb/servlet/AnimalBase/home/species?id=630 （页面存档备份，存于）
- https://web.archive.org/web/20130223032252/http://www.amnh.org/science/biodiversity/extinction/Resources/Bestiary/Primates.html#SlothLemur